# カペストラーノ
カペストラーノ（イタリア語: Capestrano）は、イタリア共和国アブルッツォ州ラクイラ県にある、人口約900人の基礎自治体（コムーネ）。

## 地理

### 位置・広がり

#### 隣接コムーネ
隣接するコムーネは以下の通り。括弧内のPEはペスカーラ県所属を示す。
- ブリットリ (PE)
- ブッシ・スル・ティリーノ (PE)
- カラペッレ・カルヴィージオ
- カステルヴェッキオ・カルヴィージオ
- コッレピエトロ
- コルヴァーラ (PE)
- ナヴェッリ
- オフェーナ
- ペスコザンソネスコ (PE)
- ヴィッラ・サンタ・ルチーア・デッリ・アブルッツィ

## 行政

### 分離集落
カペストラーノには、以下の分離集落（フラツィオーネ）がある。
- Capodacqua, Forca di Penne, Santa Pelagia, Scarafano